# Bassline House
Bassline House je okrajový revivalový podstyl britské taneční hudby, tzv. UK Garage.
Zvukově vychází z House Music, jde víceméně o fúzi stylů 4x4 Garage, novějši R&B, Hardbag House a Speed Garage. Ze Speed Garage přejal Bassline House silnou syntetickou basovou linku. Odtud pochází i název. O stylu Bassline House začali hudební publicisté hovořit přibližně po roce 2000.

## Nejznámější interpreti
- Jamie Duggan
- Delinquent
- DJ Veteran
- Richard Dolby
- Holy Goof
- Hedex
- Macky Gee
- Tsuki